# Hermann Simon (psychiatre)
Hermann Simon (né le 22 mars 1867 à Deux-Ponts, en Allemagne, et mort le 14 novembre 1947, est un psychiatre allemand, pionnier de la thérapie par le travail en psychiatrie. Il est également connu pour ses positions social-darwinistes et son adhésion au programme eugéniste national-socialiste.

## Biographie

### Jeunesse et formation
Né à Deux-Ponts (en allemand Zweibrücken) dans le Palatinat, Simon fait ses études de médecine à Munich, Heidelberg, Berlin et Strasbourg. En 1891, il débutewcomme assistant à l’asile de Sarreguemines, devint médecin-chef à Aplerbeck (Dortmund) en 1896, et reçoit son doctorat de l’Université de Strasbourg en 1898, avec une thèse sur les psychoses militaires 

### Carrière médicale et innovations thérapeutiques
Devenu chef de clinique à Lengerich en 1902, il dirige l’asile provincial de Warstein dès 1905, avant de prendre en 1914 la direction de l’institution psychiatrique de Gütersloh, qui n'ouvre qu'en 1919. À cette époque, il développe la « thérapie active », une approche fondée sur l’assignation progressive de tâches, récompensée par un système à cinq niveaux, visant à stimuler l’autonomie et une « détermination bien ordonnée » des patients. Cette forme de thérapie a favorisé la réhabilitation et l’ambiance institutionnelle, attirant l’attention de psychiatres internationaux .  Il défend une approche holistique du patient, qu'il refuse de réduire à un malade, et affirme que le rôle du médecin ne se limite pas à celui d'un soignant mais doit organiser et éduquer les personnes prises en charge. Simon affirme que l’inaction des malades, sous couvert de leur irresponsabilité, nuit à leur retour en société et qu'il importe de prendre en compte la dimension les interactions avec le milieu pour l'évolution du tableau clinique. 

### Orientations idéologiques
Bien que Simon cultive initialement un esprit libéral au début de la République de Weimar, ayant été brièvement membre du Parti démocrate allemand, il adopte dès la fin des années 1920 un discours eugéniste : il prône la « rigoureuse stérilisation » des malades chroniques incapables de travailler et qualifie l’assistance envers les faibles de « débordement atroce ».  
Il soutient ouvertement Hitler et estime que les politiques eugénistes nazies offrent une chance de « purification racial-biologique ». Il devint candidat au NSDAP en 1933, bien que son adhésion formelle est bloquée, et participe à des organisations nazies en faveur de l’hygiène raciale. Dans la même perspective Simon défend des opinions antisémites, anticommunistes et conservatrices. 

### Retraite et postérité
Retraité en 1934, Simon exerce jusqu’en 1942 comme médecin militaire de réserve à Bethel. Il meurt en 1947 à Gütersloh.Dans les années 1970-80, sa méthode de thérapie par le travail est redécouverte par le mouvement de réforme de la psychiatrie En Europe. Toutefois, son soutien à l’eugénisme déclenche une controverse majeure à la fin des années 1990. La DGPPN (de) supprime en 2009 le Hermann‑Simon‑Preis en son honneur et l’institut éponyme à Warstein est rebaptisé en 2012.

## Publication principale
- Aktivere Krankenbehandlung in der Irrenanstalt (1929)